# Flores (Guatemala)
Cet article possède des homonymes et des paronymes, voir Flores.
Flores est la capitale du département du Petén dans le nord du Guatemala.
La vieille ville est située sur une île du lac Petén Itzá. Elle est reliée à la terre ferme par une chaussée de 500 m. Elle a été construite sur le site de la cité maya de Tayasal, dont il ne subsiste rien.
Flores est équipé d'un aéroport international et constitue le point de départ d'excursions vers les sites archéologiques maya de la région, notamment Tikal.